# يوليان إيبرهارد
يوليان إيبرهارد (بالألمانية: Julian Eberhard) هو متسابق بياثل نمساوي، ولد في 9 نوفمبر 1986 في سالفيلدن في النمسا.

## وصلات خارجية
- الموقع الرسمي
- يوليان إيبرهارد على موقع IBU (الإنجليزية)
- يوليان إيبرهارد على موقع اللجنة الأولمبية الدولية (الإنجليزية)
- يوليان إيبرهارد على موقع أوليمبيديا (الإنجليزية)